# ووشچوف دروگی
ووشچوف دروگی (به لاتین: Łuszczów Drugi) یک روستا در لهستان است که در گمینا وولکا واقع شده‌است. ووشچوف دروگی ۱۰٫۸۱ کیلومتر مربع مساحت و ۶۰۷ نفر جمعیت دارد.